# Panch phoron

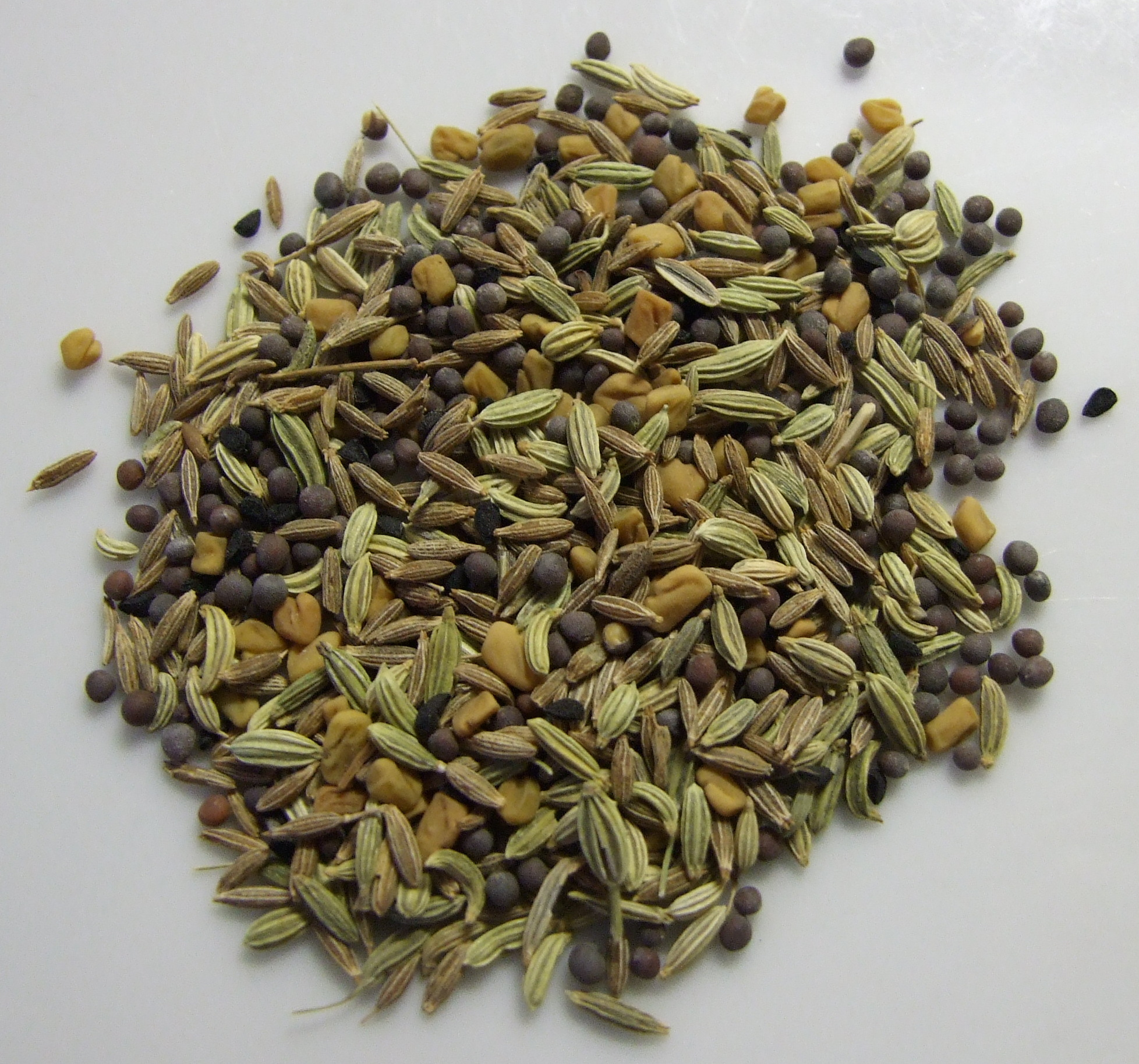
Panch phoron

Panch phoron (bengaleză: পাঁচ ফোড়ন, Pā̃c Phoṛan) este amestec clasic de condimente din bucătăria Bengalului și zonelor Assam și Orissa.
Amestecul constă din 5 condimente diferite în părți egale: muștar negru, chimen indian, semințe de fenicul, chimion și semințe de schinduf. În traducere, numele semnifică ”cinci condimente”. 